# Alexis Whitecourt 232
Alexis Whitecourt 232 är ett reservat i Kanada.   Det ligger i provinsen Alberta, i den centrala delen av landet, 3 000 km väster om huvudstaden Ottawa.
I omgivningarna runt Alexis Whitecourt 232 växer i huvudsak blandskog. Runt Alexis Whitecourt 232 är det ganska glesbefolkat, med 48 invånare per kvadratkilometer.